# Logan Tom
Logan Maile Lei Tom (Napa, 25 de maio de 1981) é uma jogadora de voleibol dos Estados Unidos. Joga na posição de ponteira. Participou de quatro Jogos Olímpicos defendendo a seleção dos Estados Unidos: Sydney 2000, Atenas 2004, Pequim 2008 e Londres 2012. Aos 19 anos foi a atleta mais jovem dos Estados Unidos a participar de uma Olimpíada jogando voleibol.
Os esportes sempre estiveram presentes na vida de Tom. Seu pai jogou futebol americano profissionalmente. Cresceu com a mãe e o irmão em Utah, mas passava os verões no Havaí com o pai aprendendo a surfar. Enquanto estudava ela participou do time de basquetebol, chegando a ser convocada para o time do Estado. Na faculdade também praticou lançamento de dardo e chegou a ser a primeira colocada em sua classe.
No ano de 2004, Tom fez um ensaio de biquíni para a revista FHM em uma matéria sobre as atletas olímpicas dos Estados Unidos. No ano seguinte a mesma revista a elegeu como uma das 100 mulheres mais sexies do ano, sendo que ela ganhou a posição de número 91.
Com 1,86 m, Tom é capaz de atingir 3,06 cm no ataque e 2,97 cm no bloqueio.

## Clubes
| Clube                  | País    | Temporadas |
| MRV/Minas              | Brasil  | 2002-2003  |
| Monte Schiavo Jesi     | Itália  | 2003–2004  |
| Bigmat Kerakoll Chieri | Itália  | 2004–2005  |
| Voléro Zürich          | Suíça   | 2005–2006  |
| CV Tenerife            | Espanha | 2006–2007  |
| Dinamo Moscou          | Rússia  | 2007–2008  |
| Hisamitsu Springs      | Japão   | 2008–2009  |
| Asystel Novara         | Itália  | 2009–2010  |
| Guangdong Evergrande   | China   | 2010–2011  |
| Fenerbahçe Acıbadem    | Turquia | 2011–2012  |
| Unilever               | Brasil  | 2012–2013  |
| Pallavolo Ornavasso    | Itália  | 2013–2014  |
| Racing Club de Cannes  | França  | 2014–      |

## Premiações individuais
- Campeonato NORCECA de Voleibol Feminino de 2011: "Melhor Saque"
- Campeonato Mundial de Voleibol Feminino de 2010: "Melhor Passadora"
- Jogos Olímpicos de Verão de 2008: "Maior Pontuadora"
- Torneio Internacional Top Volley de 2005: "Melhor Passadora"
- Torneio Internacional Top Volley de 2005: "2ª Melhor Ponteira"
- Campeonato Suíço de Voleibol Feminino de 2005/06: "Most Valuable Player (MVP)"
- Campeonato Suíço de Voleibol Feminino de 2005/06: "2ª Melhor Ponteira"
- Campeonato Suíço de Voleibol Feminino de 2005/06: "Melhor Passadora"
- Campeonato Suíço de Voleibol Feminino de 2005/06: "Melhor Defensora"
- Campeonato Suíço de Voleibol Feminino de 2005/06: "1ª Melhor Ponteira"
- Copa Suíça de Voleibol Feminino de 2005/06: "Melhor Passadora"
- Copa Suíça de Voleibol Feminino de 2005/06: "Melhor Defensora"
- Copa CEV de Voleibol Feminino de 2004/05: "Most Valuable Player (MVP)"
- Copa CEV de Voleibol de 2004/05: "Maior Pontuadora"
- Grand Prix de Voleibol de 2004: "Most Valuable Player (MVP)"
- Grand Prix de Voleibol de 2004: "Maior Pontuadora"
- Grand Prix de Voleibol de 2004: "Melhor Saque"
- Copa Pan-Americana de Voleibol Feminino de 2003: "Melhor Passadora"
- Copa Yeltsin de Voleibol Feminino de 2003: "Melhor Saque"
- Montreux Volley Masters de 2003: "Melhor Passadora"
- NCAA de Voleibol Feminino de 2002/03: "Melhor Oposta"
- NCAA de Voleibol Feminino de 2001/02: "Most Valuable Player (MVP)"